# 華雲
華雲（1488年—？），字從龍，號補庵，直隸常州府無錫縣人，民籍，明朝政治人物。

## 生平
嘉靖十年（1531年）辛卯科順天府鄉試第七名舉人。嘉靖二十年（1541年）中式辛丑科會試第一百八十五名，登第三甲第一百七十六名進士。官至南京刑部郎中。

## 家族
曾祖華本盛；祖父華棟；父華麟祥，布政司都事。母張氏。严侍下。弟華電（貢士）、華露。女婿安如石。